# 李貞素
李贞素（？—835年12月24日），唐朝宗室，唐高祖李渊第十六子道孝王李元慶的五世孙，嗣道王、京兆尹李实的儿子。
李贞素性情温和宽宏，衣服喜欢穿着鲜明。唐顺宗长女汉阳公主李畅把小女儿郭氏（郭子仪曾孙女、郭鏦之女）嫁给他。历任宗正少卿，由将作监改左金吾卫将军。甘露之变，韩约欺骗仇士良的计谋，李贞素知晓。事后，李贞素被流放儋州，途经商山，大和九年（835年）十二月壬申，与翰林学士顾师邕同时被唐文宗赐死。